# Денисовка (Дятьковский район)
Дени́совка — деревня в Дятьковском районе Брянской области, в составе Слободищенского сельского поселения. Расположена в 4 км к западу от села Слободище. Население — 14 человек (2010).
Возникла в начале XX века; названа по фамилии бывшего землевладельца Денисова. До 1950-х гг. также называлась Ново-Душатино, что указывает на связь её первых поселенцев с селом Душатином.
| Годы      | 1926 | 1979 | 1989 | 2002 | 2010 |
| --------- | ---- | ---- | ---- | ---- | ---- |
| Население | 147  | 99   | 35   | 20   | 14   |